# فهرست بازارهای ایران
این فهرست شامل بازارهای شهرهای مختلف ایران می‌شود:

## استان قم
- بازار نو
- بازار کوچه ننه عباس

## استان آذربایجان شرقی
- بازار تبریز
- بازار مرند(بازار ریسمان فروشان)
- راسته بازار سراب
- بازار سرپوشیده شهر مهربان

## استان آذربایجان غربی
- بازار ارومیه
- بازار خوی
- بازار مهاباد
- بازار هفتگی محمدیار، نقده

## استان اردبیل
- بازار اردبیل

## استان اصفهان
- بازار اصفهان
- بازار کاشان
- بازار نجف آباد

## استان تهران
- بازار تجریش
- بازار تهران
- بازار شهرری

## استان خراسان رضوی
- بازار نیشابور

## استان زنجان
- بازار زنجان

## استان فارس
- بازار وکیل شیراز
- بازار جهرم
- بازار قیصریه لار
- بازار کازرون

## استان قزوین
- بازار قزوین

## استان کردستان
- بازار بانه
- بازار سنندج
- بازار سرتپوله

## استان کرمان
- بازار کرمان
- بازار سیرجان
- بازار بافت

## استان گیلان
- بازارهای هفتگی گیلان
- بازار رشت

## استان لرستان
- بازار بروجرد
- بازار بروجردی ها در خرم اباد

## استان کرمانشاه
- بازار کرمانشاه

## استان همدان
- بازار همدان
- بازار ملایر

## استان مرکزی
- بازار اراک
- بازار هفتگی محصولات کشاورزی اناج

## استان هرمزگان
- بازار میناب
- بازار بستک

## استان مازندران
- بازار نرگسیه ساری
- بازار امام رضا (ع)(ترکمن‌ها) ساری
- بازار آمل